# Ołownik PGR
Ołownik PGR  là một khu định cư (tiếng Đức: Launingken Siedlung) tại khu hành chính của Gmina Budry, thuộc hạt Węgorzewo, Warmińsko-Mazurskie, ở phía bắc Ba Lan, gần biên giới với tỉnh Kaliningrad của Nga.
Trước năm 1945, khu vực này là một phần của Đức (Đông Phổ).